# No Way Out of Texas: In Your House
No Way Out of Texas: In Your House è stato un evento prodotto dalla World Wrestling Federation. L'evento si svolse il 15 febbraio 1998 al Compaq Center di Houston.

## Storyline
A causa della gelosia per sua moglie e valletta, Sable che iniziò a ricevere tutte le attenzioni da parte del pubblico, Marc Mero cercò di annoiare i fan mandando via Sable da bordo ring e iniziò ad essere accompagnato da The Artist Formerly Known as Goldust che si vestì come Sable.

## Risultati
| # | Risultati | Stipulazioni                                                    | Durata |
| - | --- | --------------------------------------------------------------- | ------ |
| 1 | The Headbangers (Mosh e Thrasher) hanno sconfitto The Artist Formerly Known as Goldust e Marc Mero (con Luna)                                                                         | Tag team match                                                  | 13:27  |
| 2 | Taka Michinoku (c) ha sconfitto El Pantera | Single match per il WWF Light Heavyweight Championship          | 10:09  |
| 3 | The Godwinns (Henry O. e Phineas I. Godwinn) hanno sconfitto The Quebecers (Jacques Rougeau e Pierre Oulette)                                                                         | Tag team match                                                  | 11:15  |
| 4 | Justin Bradshaw ha sconfitto Jeff Jarrett (c) (con Jim Cornette) per squalifica | Single match per il NWA North American Heavyweight Championship | 08:33  |
| 5 | Ken Shamrock, Ahmed Johnson, The Disciples of Apocalypse (Chainz, Skull e 8-Ball) hanno sconfitto The Nation of Domination (The Rock, Faarooq, D'Lo Brown, Kama Mustafa e Mark Henry) | Ten-man tag team match                                          | 13:44  |
| 6 | Kane (con Paul Bearer) ha sconfitto Vader | Single match                                                    | 10:57  |
| 7 | Steve Austin, Owen Hart, Cactus Jack e Chainsaw Charlie hanno sconfitto Triple H, Savio Vega e The New Age Outlaws (Billy Gunn e Road Dogg) (con Chyna)                               | Non-sanctioned eight man tag team match                         | 17:37  |